# Elisabetta di Norimberga
Elisabetta di Norimberga (1358 – 26 luglio 1411) era figlia di Federico V di Norimberga ed Elisabetta di Meißen.

## Biografia
Il 27 giugno 1374 sposò Roberto di Germania, allora erede dell'Elettore del Palatino, Roberto. Elisabetta divenne elettrice del Palatinato quando Roberto succedette a suo padre il 6 gennaio 1398, e regina del Sacro Romano Impero quando il marito venne eletto Re dei Romani il 21 agosto 1400. Roberto morì il 18 maggio 1410 ed Elisabetta gli sopravvisse poco più di un anno morendo il 26 luglio 1411.

## Discendenza
Elisabetta e Roberto ebbero nove figli, sei maschi e tre femmine:
1. Roberto Pipan (20 febbraio 1375, Amberg - 25 gennaio 1397, Amberg).
2. Margherita (1376 - 27 agosto 1434, Nancy), sposò nel 1394 Carlo II di Lorena.
3. Federico (ca. 1377, Amberg - 7 marzo 1401, Amberg).
4. Ludovico (23 gennaio 1378 - 30 ottobre 1436, Heidelberg).
5. Agnese (1379 - 1401, Heidelberg), sposò ad Heidelberg poco prima del marzo 1400 il duca Adolfo di Kleve.
6. Elisabetta del Palatinato, sposò ad Innsbruck il 24 dicembre 1407 il duca Federico IV d'Austria.
7. Giovanni (1383, Neunburg vorm Wald - 13/14 marzo 1443).
8. Stefano (23 giugno 1385 - 14 febbraio 1459, Simmern).
9. Ottone (24 agosto 1390, Mosbach - 5 luglio 1461).

## Ascendenza
|                           |                      |                                        | Genitori                             |  |  | Nonni |  |  | Bisnonni                  |  |  | Trisnonni                  |  |
|                           |                      |                                        |                                      |  |  |       |  |  | Federico IV di Norimberga |  |  | Federico III di Norimberga |  |
|                           |                      |                                        |                                      |  |  |       |  |  | Federico IV di Norimberga |  |  | Federico III di Norimberga |  |
|                           |                      | Elena di Sassonia                      |                                      |  |  |       |  |  | Federico IV di Norimberga |  |  |                            |  |
| Giovanni II di Norimberga |                      |                                        |                                      |  |  |       |  |  | Federico IV di Norimberga |  |  |                            |  |
|                           |                      | Margherita di Carinzia                 | Alberto di Gorizia                   |  |  |       |  |  |                           |  |  |                            |  |
|                           |                      | Margherita di Carinzia                 | Alberto di Gorizia                   |  |  |       |  |  |                           |  |  |                            |  |
|                           |                      | Margherita di Carinzia                 | Agnese di Hohenberg                  |  |  |       |  |  |                           |  |  |                            |  |
| Federico V di Norimberga  |                      | Margherita di Carinzia                 |                                      |  |  |       |  |  |                           |  |  |                            |  |
|                           |                      | Bertoldo VII di Henneberg-Schleusingen | Bertoldo V di Henneberg-Schleusingen |  |  |       |  |  |                           |  |  |                            |  |
|                           |                      | Bertoldo VII di Henneberg-Schleusingen | Bertoldo V di Henneberg-Schleusingen |  |  |       |  |  |                           |  |  |                            |  |
|                           |                      | Bertoldo VII di Henneberg-Schleusingen | Sofia di Schwarzburg                 |  |  |       |  |  |                           |  |  |                            |  |
| Elisabetta di Henneberg   |                      | Bertoldo VII di Henneberg-Schleusingen |                                      |  |  |       |  |  |                           |  |  |                            |  |
|                           |                      | Adelaide d'Assia                       | Enrico I d'Assia                     |  |  |       |  |  |                           |  |  |                            |  |
|                           |                      | Adelaide d'Assia                       | Enrico I d'Assia                     |  |  |       |  |  |                           |  |  |                            |  |
|                           |                      | Adelaide d'Assia                       | Adelaide di Brunswick-Lüneburg       |  |  |       |  |  |                           |  |  |                            |  |
| Elisabetta di Norimberga  |                      | Adelaide d'Assia                       |                                      |  |  |       |  |  |                           |  |  |                            |  |
|                           | Federico I di Meißen | Alberto II di Meißen                   |                                      |  |  |       |  |  |                           |  |  |                            |  |
|                           | Federico I di Meißen | Alberto II di Meißen                   |                                      |  |  |       |  |  |                           |  |  |                            |  |
|                           | Federico I di Meißen | Margherita di Sicilia                  |                                      |  |  |       |  |  |                           |  |  |                            |  |
| Federico II di Meißen     | Federico I di Meißen |                                        |                                      |  |  |       |  |  |                           |  |  |                            |  |
|                           |                      | Elisabetta di Lobdeburg                | Otto IV di Lobdeburg-Arnshaugk       |  |  |       |  |  |                           |  |  |                            |  |
|                           |                      | Elisabetta di Lobdeburg                | Otto IV di Lobdeburg-Arnshaugk       |  |  |       |  |  |                           |  |  |                            |  |
|                           |                      | Elisabetta di Lobdeburg                | Elisabetta di Orlamünde              |  |  |       |  |  |                           |  |  |                            |  |
| Elisabetta di Meißen      |                      | Elisabetta di Lobdeburg                |                                      |  |  |       |  |  |                           |  |  |                            |  |
|                           |                      | Ludovic IV del S.R.I.                  | Ludovico II del Palatinato           |  |  |       |  |  |                           |  |  |                            |  |
|                           |                      | Ludovic IV del S.R.I.                  | Ludovico II del Palatinato           |  |  |       |  |  |                           |  |  |                            |  |
|                           |                      | Ludovic IV del S.R.I.                  | Matilde d'Asburgo                    |  |  |       |  |  |                           |  |  |                            |  |
| Matilde di Baviera        |                      | Ludovic IV del S.R.I.                  |                                      |  |  |       |  |  |                           |  |  |                            |  |
|                           |                      | Beatrice di Slesia-Glogau              | Bolko I di Schweidnitz               |  |  |       |  |  |                           |  |  |                            |  |
|                           |                      | Beatrice di Slesia-Glogau              | Bolko I di Schweidnitz               |  |  |       |  |  |                           |  |  |                            |  |
|                           |                      | Beatrice di Slesia-Glogau              | Beatrice del Brandeburgo             |  |  |       |  |  |                           |  |  |                            |  |
|                           |                      | Beatrice di Slesia-Glogau              |                                      |  |  |       |  |  |                           |  |  |                            |  |